# Kristallnacht (Band)
Kristallnacht war ein französisches National-Socialist-Black-Metal-Soloprojekt aus Toulon, Provence-Alpes-Côte d’Azur, das aus der Band Funeral hervorging. Die Band vertrat eine nationalsozialistische Gesinnung. Als Ziele der Band galt die Verbreitung von Ideen, die auf dem Genozid an der menschlichen Rasse, der Zerstörung der jüdischen/christlichen/muslimischen Religionen und der Reinheit und Suprematie der arischen Rasse basierten. Die Band stellte sich in die Tradition der nationalsozialistischen SS und Heinrich Himmlers, einer der Hauptverantwortlichen des Holocaust.

## Geschichte

### 1994–1996: Vorgeschichte Funeral
1994 gründeten Black Christ (Gitarre), Krof (Schlagzeug) und Amaobscuradeo (Pseudonym, Keyboard) die Band Funeral. Im weiteren Verlauf stießen Anthony „Xaphan“ Mignoni (Gesang) und Laurent „Hades“ Franchet (Gitarre, Bass, Gesang) hinzu.
1995 veröffentlichte die Band die Demokassette Black Flame of Unholy Hate. Im August 1995 verließ Black Christ die Band, um sich ausschließlich Blessed in Sin zu widmen, worauf Hades die Gitarre übernahm. Ein Jahr später folgte eine Split-MC mit Osculum Infame über A.M.S.G.
In der Nacht vom 8. zum 9. Juni 1996 exhumierten vier Jugendliche die Leiche von Yvonne Foin und stießen ein umgedrehtes lateinisches Kreuz in ihr Herz. Zwei Tage später wurden sie festgenommen; in einem Bericht von France 3 wurde die Befragung der Festgenommenen als „sehr philosophisch“ bezeichnet, die Jugendlichen sollen sich als Adepten Satans bezeichnet haben. In Medienberichten wurde außerdem ein antichristlicher Steckbrief, der Jesum Christum der Verbrechen gegen die Menschlichkeit bezichtigt und aus der Zeitschrift Napalm Rock aus dem Umfeld von Christian Bouchets Nouvelle résistance stammt, erwähnt. Bei Anthony „Xaphan“ Mignoni erwähnte France 3 die Zugehörigkeit zu Funeral und zitierte Aussagen des Funeral-Mitglieds Antitheos aus einem neonazistischen Fanzine, bei dem es sich laut des L’Express um den ebenfalls an der Grabschändung beteiligten Christophe Mignoni handelt. Später wurden Anleitungen zur Erstellung von Bomben, Molotowcocktails und explosiven Glühbirnen entdeckt, die Christophe Mignoni gehörten.

### 1996–2006: Kristallnacht
Franchet legte außerdem den Namen Hades ab, da er als Atheist nicht für einen Heiden gehalten werden wollte, und nannte sich zunächst Herr Wolf. Neben Kristallnacht war er mit Xaphan auch bei Seigneur Voland tätig. Da Franchet das 1995 erschienene Blutrausch- Demo der bayrischen Band  Morke und ihre NS-Ausrichtung mochte, fragte er Mitte 1996 bei deren Bandleader König Asura wegen einer geplanten Split-MC an; diese erschien 1997 als erste Veröffentlichung unter dem Namen Kristallnacht. Dieser Name bezieht sich auf die Bezeichnung Kristallnacht für die Novemberpogrome im Jahr 1938 und wurde gewählt, weil die Band „voll von Antisemitismus“ sei. Im Mai 1998 wurde er wegen neonazistischer Propaganda und Aufruf zum Rassenhass zu einer Gefängnisstrafe verurteilt. Das von Morke beigesteuerte Lied "Ketzergeschrei" hat objektiv betrachtet nichts mit der NS-Thematik gemein, trotzdem wird gerade diese Veröffentlichung bei einer retrospektiven Betrachtung beider Bands und deren Wirkung auf die weitere Entwicklung des NSBM-Subgenres, von Teilen der Black Metal Szene heutzutage als wegweisende Veröffentlichung betrachtet. Eine Zusammenarbeit über Ländergrenzen hinweg, wie hier als Beispiel von deutschen und französischen Bands, war Mitte der 1990er Jahre noch unüblich, demzufolge ist diese  Veröffentlichung diesbezüglich als Pionierarbeit zu bezeichnen.
1999 folgte die auf 500 Exemplare limitierte EP Warspirit über Hate Records und Darker Than Black Records; auf dieser gab Franchet seinen Vornamen Laurent statt eines Pseudonyms an, ein nicht namentlich genannter Gastmusiker bediente das Keyboard und den Drumcomputer. Eine Kassette erschien unter dem Label Warspririt Productions. Auf dem Cover einzelner Veröffentlichungen ist eine Zeichnung von Adolf Hitler zu sehen: eine halbzerstörte Kirche, die während des Ersten Weltkriegs gezeichnet wurde. 1999 erschien auch der NSBM-Sampler The Night and the Fog, auf dem Kristallnacht mit dem A Strife… A Victory vertreten ist.
Franchet legte letztlich auch den Namen Herr Wolf ab und benutzte ausschließlich seine Initialen L.F. 2000 folgte die EP Soldiers of Triumphant Sun, die eine Coverversion des Burzum-Titels Lost Wisdom enthält. Als Gastgitarrist und -sänger wirkte bei den Kristallnacht-Titeln Rimmon (Seigneur Voland), Infect mit, und Rost (Seigneur Voland) programmierte den Drumcomputer. Bei Lost Wisdom wurde beides von Duke Satanael übernommen. 2001 veröffentlichte Kristallnacht die Kompilation Of Elitism and War, die Stücke von Warspirit und Soldiers of Triumphant Sun enthielt. Eine weitere Produktion war die Split-CD Gathered under the Banner of Concilium mit Blessed in Sin und Seigneur Voland, die 2004 neu veröffentlicht wurde; hier wurde L.F. von Hylgaryss und Malkira unterstützt.
2002 wurde das Material von Funeral zusammen mit dem Kristallnacht-Titel Reigning with Honour and Tyranny von der Split-MC mit Morke und Lost Wisdom (beide mit Unterstützung von Duke Satanael) auf The Funeral Years (1994-1998) wiederveröffentlicht. Im selben Jahr erschien die EP Adversary über Sombre Records (erneut mit Unterstützung durch Rost). Zudem erschien im selben Jahr die Kassette Creation Through Destruction über Warspirit Productions; bei dieser wirkten Black Christ und Rost als Gastmusiker mit. 2004 wurden beide Veröffentlichungen zusammen als Creation Through Destruction / Adversary über Autistiartili Records wiederveröffentlicht.
2006 erschien Blooddrenched Memorial (1994-2002), eine Zusammenstellung von Funeral-/Kristallnacht-Aufnahmen, als CD über Wotanstahl Klangschmiede und als LP über Grievantee Productions. Im Falt-Cover der LP ist der Zeitungsartikel des L’Express zu sehen.
Laurent Franchet veröffentlichte außerdem das Strength Through War Magazine und betreibt ein eigenes Label unter dem Namen Adversary Productions.

## Musikstil
Für die frühen Veröffentlichungen der Band war der Einsatz des Keyboards charakteristisch; den Verzicht auf dieses erklärte Franchet mit seinem Wunsch, einen roheren und brutaleren Weg zu gehen; ein Lied wie Soldiers of Triumphant Sun sei auch ohne Keyboards noch immer so intensiv wie vorher.

## Gedankengut
Antitheos von Funeral gab als Ziele der Band die Verbreitung seiner Ideen an, die auf „dem Genozid an der menschlichen Rasse, der Zerstörung der jüdischen/christlichen/muslimischen Religionen [und] der Reinheit und Suprematie der arischen Rasse“ basierten. Die Band stellte sich in die Tradition der SS und Heinrich Himmlers. Franchets in den Liedtexten und Interviews propagierte Einstellung lässt auf ein biologistisches Menschenbild schließen. Im Mittelpunkt steht für Franchet das Ideal einer extrem rassenbiologisch ausgerichteten Volksgemeinschaft, „die sich an den ‚ewigen Bewegungsgesetzen der Natur‘ orientiert und sich von äußeren und inneren Feinden bedroht wähnt.“ Kristallnacht war, wie der Name bereits vermuten lässt, extrem antisemitisch eingestellt.
Im Unterschied zur Band Absurd, die den Nationalsozialismus als „allernatürlichste Ideologie für den Black Metal“ sieht und beschreibt, dass Black Metal im Unbewussten des Menschen entstehe, ist Laurent Franchet anderer Meinung. Er äußerte, Black Metal sei „keine exklusive NS-Musik: Der NS passt zur Weltanschauung des Black Metal, aber das ist nicht das einzige: Satanismus, Heidentum, Nihilismus kann durch den Black Metal verbreitet werden. Elitismus und Antisemitismus (oder Anti-Judeochristentum, wenn das einer bevorzugen sollte) sind meiner Ansicht nach die Basis der ideologischen Seite des Black Metal.“

## Diskografie

### Funeral
- 1995: Black Flame of Unholy Hate (Demo, Eigenproduktion)
- 1996: Osculum Infame / Funeral (Split-MC mit Osculum Infame, A.M.S.G.)

### Kristallnacht

#### Splits
- 1997: Kristallnacht / Morke (mit Morke, Unholy War Productions)
- 2001: Gathered under the Banner of Concilium (mit Blessed in Sin und Seigneur Voland, Warspirit Records)

#### EPs
- 1999: Warspirit (Darker Than Black Records/Hate Records) (indiziert)[8]
- 2002: Adversary (Sombre Records)

#### Demos
- 2000: Soldiers of Triumphant Sun (Promo, Warspirit Productions, indiziert[9])
- 2002: Creation Through Destruction (Warspirit Records)

#### Kompilationen
- 2001: Of Elitism and War (Warspirit Productions, indiziert[9])
- 2002: The Funeral Years (Autistiartili Records)
- 2004: Creation Through Destruction/Adversary (Autistiartili Records)
- 2006: Blooddrenched Memorial 1994-2002 (Grievantee Prod/W.K.G, indiziert[10])